# 동부회색긴팔원숭이
동부회색긴팔원숭이 또는 북부회색긴팔원숭이(학명: Hylobates funereus)는 긴팔원숭이과 긴팔원숭이속에 속하는 영장류 유인원이다. 

## 분류학
이전에는 동부회색긴팔원숭이와 서부회색긴팔원숭이가 남부회색긴팔원숭이와 같은 종으로 간주했지만, 최근 연구에 따르면 세 종 모두 별개의 종으로 간주되며, IUCN 적색 목록과 미국 포유류학회(ASM)에서도 그렇게 분류한다. 그러나 서식지가 만나는 곳에서는 여전히 서로 교잡이 가능하다.

## 분포
보르네오 북동부 고유종으로 칼리만탄, 사라왁, 브루나이에서 발견된다. 사바주에서 남쪽으로 동칼리만탄주의 마하캄강까지, 서쪽으로 사라왁의 바람까지 분포한다.

## 보전
다른 두 회색긴팔원숭이와 마찬가지로, 동부회색긴팔원숭이는 보르네오의 심각한 삼림 벌채와 엘니뇨 현상으로 악화된 산불 증가로 인해 멸종 위기에 처한 것으로 간주된다. 또한 애완동물 거래를 위한 불법 사냥과 포획으로 인해 위협받고 있다.